# Franz Adam
Franz Adam (Milano, 4 maggio 1815 – Monaco di Baviera, 30 settembre 1886) è stato un pittore tedesco, membro della famiglia Adam.

## Biografia
Figlio di Albrecht Adam e fratello dei pittori Benno ed Eugen.
Allievo e collaboratore del padre, fu come lui specialista in pittura di battaglie e cavalli. I suoi quadri ritraggono vicende e momenti delle guerre europee del XIX secolo, come le tele con episodi tratti dalla guerra franco-prussiana.

## Opere pittoriche
- 1847 – Corazzieri francesi all'incendio di Mosca
- 1860 – La stalla